# Joanna Mrówka
Joanna  Mrówka (ur. 9 kwietnia 1975 w Krakowie) – polska ekonomistka, doktor nauk ekonomicznych, wykładowca akademicki, a także artystka fotograf, uhonorowana tytułem Artiste FIAP (AFIAP). Członek Zarządu Krakowskiego Klubu Fotograficznego. Członkini Stowarzyszenia Dziennikarzy Polskich. Fotograf Polskiej Agencji Fotografów Forum.

## Działalność
Absolwentka Uniwersytetu Jagiellońskiego w Krakowie. W 2009 r. doktoryzowała się na Wydziale Finansów Uniwersytetu Ekonomicznego w Krakowie pracą zatytułowaną: Ubóstwo, sprawiedliwość dystrybutywna i swoboda wyboru w modelach równowagi ogólnej. Obecnie zatrudniona na stanowisku adiunkta w Katedrze Matematyki Kolegium Ekonomii, Finansów i Prawa Uniwersytetu Ekonomicznego w Krakowie. W swojej pracy akademickiej skupia się na zagadnieniach związanych z wykorzystaniem matematyki w ekonomii, a także algebrą i logiką matematyczną.   
Jest autorką i współautorką wielu wystaw fotograficznych; indywidualnych, zbiorowych, poplenerowych, pokonkursowych. Szczególne miejsce w jej twórczości zajmuje fotografia uliczna i fotografia podróżnicza. Należy do Krakowskiego Klubu Fotograficznego, w którym obecnie pełni funkcję członka Komisji Artystycznej KKF. Brała aktywny udział (m.in.) w Międzynarodowych Salonach Fotograficznych, organizowanych pod patronatem FIAP, zdobywając wiele medali, nagród, wyróżnień, dyplomów, listów gratulacyjnych. Prowadzi wiele spotkań i warsztatów fotograficznych, między innymi w ramach Akademii Odkryć Fotograficznych. 
Pokłosiem udziału w Międzynarodowych Salonach Fotograficznych (pod patronatem FIAP) było przyznanie Joannie Mrówce (w 2001 roku) tytułu honorowego Artiste FIAP (AFIAP), nadanego przez Międzynarodową Federację Sztuki Fotograficznej FIAP, z siedzibą w Luksemburgu.